# Aa erosa
Aa erosa, vrsta južnoameričke orhideje iz Perua. Cvjeta u kasnu zimu i rano proljeće.